# Horní Lideč
Horní Lideč (dříve někdy také Horní Lič, nebo Horní Líč, německy Ober Litsch nebo Oberlitsch) je obec v okrese Vsetín ve Zlínském kraji, 6 km severovýchodně od Valašských Klobouk na říčce Senici. Žije zde přibližně 1 300 obyvatel. Je zde křižovatka silnice a železnice ve směrech Zlín/Vsetín, Púchov a Brumov-Bylnice (až Trenčín).

## Název
Nejstarší podoba jména vesnice byla Ludča a byla odvozena od osobního jména Ludek (což byla domácká podoba některého jména obsahujícího Lud-, např. Ludslav). Význam místního jména byl "Ludkova ves". Po provedení pravidelných hláskových změn u > i a a > ě > e po měkkých souhláskách (počáteční L- bylo měkké) vznikla podoba Lidče, které byl podle tvarů nepřímých pádů (např. Lidči) vytvořen nový tvar Lideč. V nářeční mluvě Lidče a okolí se používaly tvary Lidča, Lidče (středního rodu), Lič (ženského rodu), Lidče (ženského rodu v množném čísle). Německé jméno vzniklo z nářečního Lič. Přívlastek Horní je už v nejstarších dokladech ze 16. století a sloužil k odlišení od sousední Dolní Lidče (Lidečka).

## Historie
První písemná zmínka o obci pochází z roku 1518. Majitelé se často střídali. K roku 1521 se jako majitel Lidče uvádí pan Vilém z Víckova, který sídlil v Petrovské Lhotě (dnes Francova Lhota) a který ji prodal panu Mikuláši ze Zástřizl. O rok později je ves znovu prodána panu Filipovi z Víckova. V roce 1526 se majitelem Lidče stal Tristan Franc z Háje. Bydlel ve Lhotách, byla po něm později nazvána ves Francova Lhota. Ovšem už roku 1573 Horní Lideč koupil pan Zdeněk Říčanský Kavka z Říčan a v roce 1601 ves získal jeho dědic, Jan Říčanský Kavka.
Blízkost uherské hranice měla za příčinu, že v letech 1605 a 1606 vesnice čelila surovým vpádům Bočkajových vojáků. Roku 1659 Horní Lideč připadla Evě Forgáčové z Gymeše, provdané za hraběte z Erdödy. Ves tak byla opět v maďarských rukou. Následovaly v roce 1663 nájezdy Turků a Tatarů a o dvacet let později byla Horní Lideč přepadena a vypálena Tökölyho povstalci. To ale ještě nebyl konec válečným útrapám, 9. března 1707 do Horní Lidče a Lidečka vpadl Ondřej Vajda s oddílem čítajícím asi tisíc kuruců. Obě obce byly vypleněny.

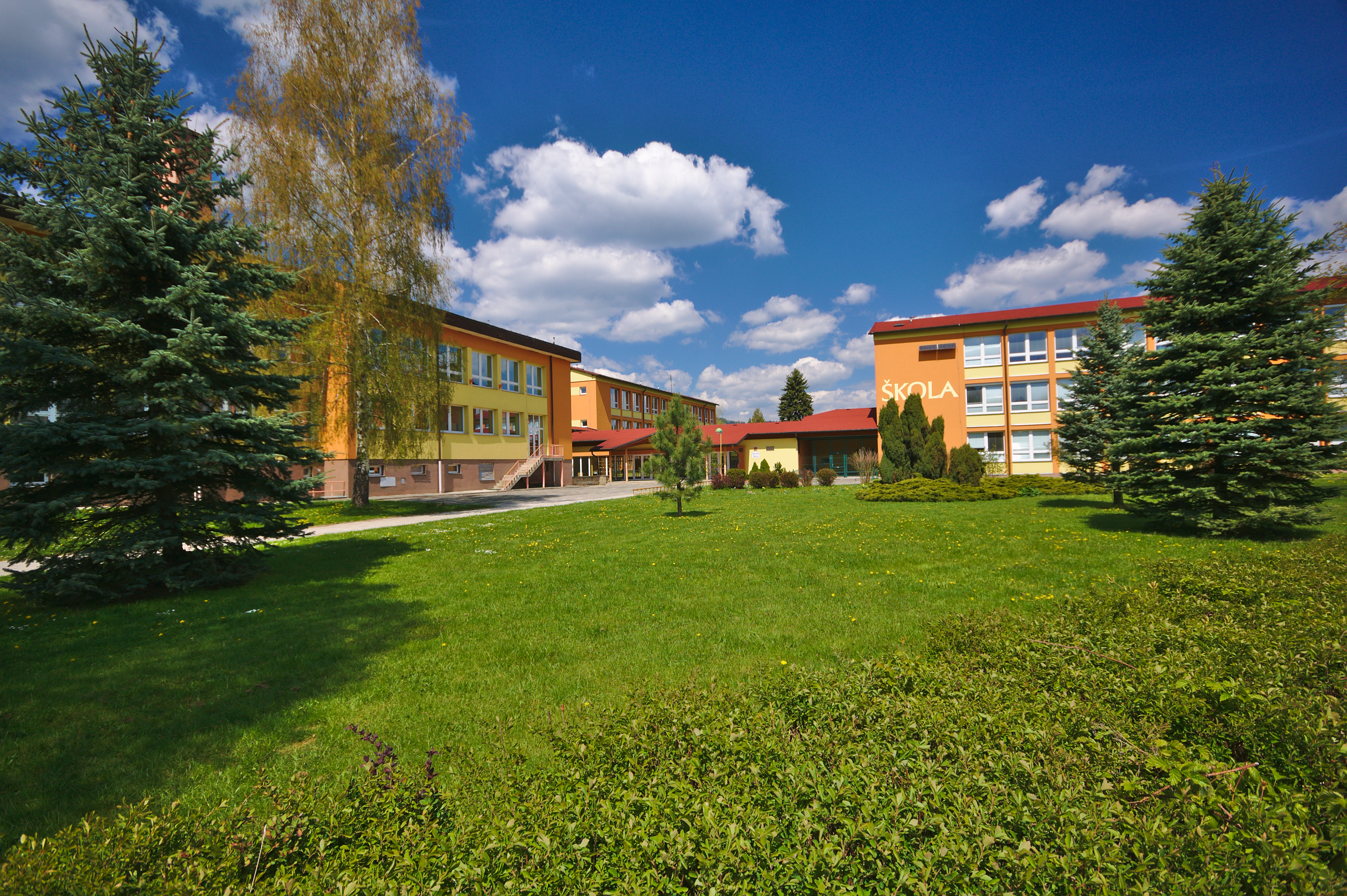
Škola

Horní Lideč roku 1709 od hraběnky Rakoczyové odkoupili svobodní páni bratři Antonín a Ignác Bohumírovy z Walldorfu a roku 1723 Bohumír Antonín postoupil svou polovinu Bohumíru Ignácovi. V roce 1739 obec Horní Lideč přešla z panství brumovského do panství hošťálkovského. Bez úředního schválení zde byla roku 1788 zřízena nouzová obecní škola a až v roce 1825 byla v prostorách nynější pošty založena jednotřídní škola.
Pro dějiny obce významnou událostí bylo v roce 1862 založení pobočky nábytkářské továrny ve Vsetíně na výrobu nábytku z ohýbaného dřeva firmy Jakub a Josef Kohn. O tři roky později zde byl zřízen poštovní úřad. V roce 1866 za prusko-rakouské války prošla Horní Lidčí část pruského vojska, aniž však způsobila škody. Byla zde vztyčena socha Matky milosrdenství a o rok dříve, roku 1873, byla zřízena samostatná škola, šlo o místnost 6 m dlouhou a 4 m širokou, v níž se učilo přes 100 dětí. Nevyhovující podmínky byly napraveny v letech 1876–1877, kdy byla postavena (v místech, kde v současné době stojí kostel) nová škola, již zděná budova za 12 000 zlatých, a o dva roky později bylo povoleno vyučování ve dvou třídách.
Továrna na výrobu nábytku firmy Jakub a Josef Kohn v roce 1882 vyhořela, její činnost byla zastavena a likvidační práce trvaly několik let. To mělo na vývoj v obci značně negativní dopady. Řada občanů byla nucena svá menší hospodářství odprodat a nastala vystěhovalecká vlna do Ameriky. V roce 1890 byla založena školní kronika a roku 1906 byla budova obecné školy rozšířena přístavbou. Bylo také zrušeno mýto, které se vybíralo při silnici na Vsetín (dnešní křižovatka ve středu obce). Roku 1918 byl dokončen a předán dopravě železniční betonový most, který se začal stavět už na začátku první světové války. Po vzniku republiky se 15. června 1919 uskutečnily obecní volby podle nového volebního řádu do obcí. Dne 16. února 1921 bylo provedeno sčítání lidu, napočteno 538 osob (253 mužů, 285 žen).
Základ pro později významnou místní železniční dopravu byl položen na podzim roku 1922, kdy byla vyměřena trať pro dráhu Vsetín – Bylnice (první vlak se zde rozjel 21. října 1928) a o dva roky později byla zahájena stavba železniční dráhy Horní Lideč – Bylnice. Současně byla v obci zřízena knihovna, byla umístěna v obecní kanceláři (obec vynakládala ročně na provoz knihovny částku 500 korun, což byl téměř dvojnásobný obnos tehdy stanovený zákonem). Koncem roku 1925 měla obecní knihovna 63 knih. Téhož roku byl pod „Dílem“ otevřen kamenný lom, byl též postaven nový betonový most u pošty a 31. prosince byla založena kronika obce. Prvním kronikářem se stal řídící učitel Jan Evangelista Trávníček. Materiál byl sbírán podle ústního vyprávění a podle dostupných pramenů. V prosinci následujícího roku byl na tehdejším poštovním úřadě byl zřízen telefon. 7. září 1929 na památku tisícího výročí smrti sv. Václava se obec postavit rozhodla Jubilejní kapličku. Stavba pokračovala rychle, zhruba byla hotová již 28. září téhož roku. Dne 2. května 1937 zprovozněna trať gen. M.R. Štefánika do Púchova, čímž v Horní Lidči vznikl regionální železniční uzel.
Až do roku 1960 obec Horní Lideč spadala do okresu Gottwaldov (Zlín), poté přešla do okresu Vsetín. Roku 1966 byla zahájena výstavba nové základní školy s kapacitou 18 tříd, dokončena byla o dva roky později. V roce 1974 byla ještě v obci otevřena zvláštní škola.

## Pamětihodnosti
- Kostel svatého Václava
- Dřevěná zvonice z roku 1771
- Pískovcový kříž

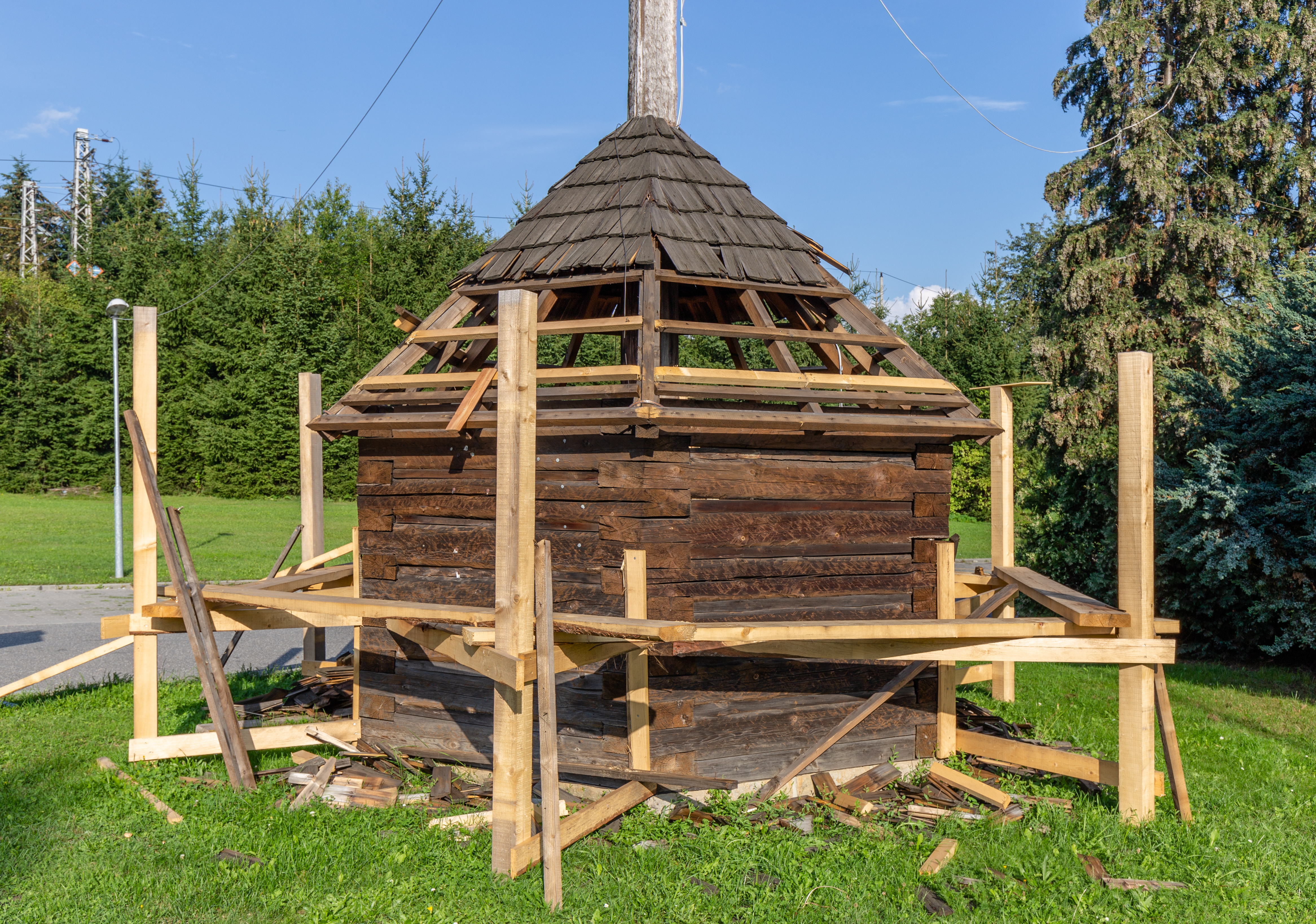
Rekonstrukce na dřevěné zvonici v roce 2018

- Památník obětem nesvobody z let 1948–1989
- Památník osvobození 1918–1945
- Památník padlým rumunským vojákům (3. 5. 1945)
- Pomník Jana Evangelisty Trávníčka
- Kamenný kříž
- Roubená sýpka z poloviny 19. století
- Pískovcová socha Matky milosrdenství
- Staré dřevěné domky a kovárna v místní části Kočičina
- Jubilejní kaplička se zvonicí
- Dub v části obce Horňansko starý přes 500 let

## Osobnosti
- Jan Machač (1915–2009), římskokatolický kněz, vězeň komunistického režimu
- František Mana (1910-1950), oběť komunistického režimu, odbojář zapojený v organizaci Světlana
- Jan Skřipka (1895–1957), český zemědělec odsouzený v politickém procesu k trestu odnětí svobody

## Doprava
Vesnice leží na železničních tratích Hranice na Moravě – Púchov, Horní Lideč – Bylnice na nich se nachází stejnojmenná stanice a silnicích první třídy I/49, I/57. 

## Další fotografie

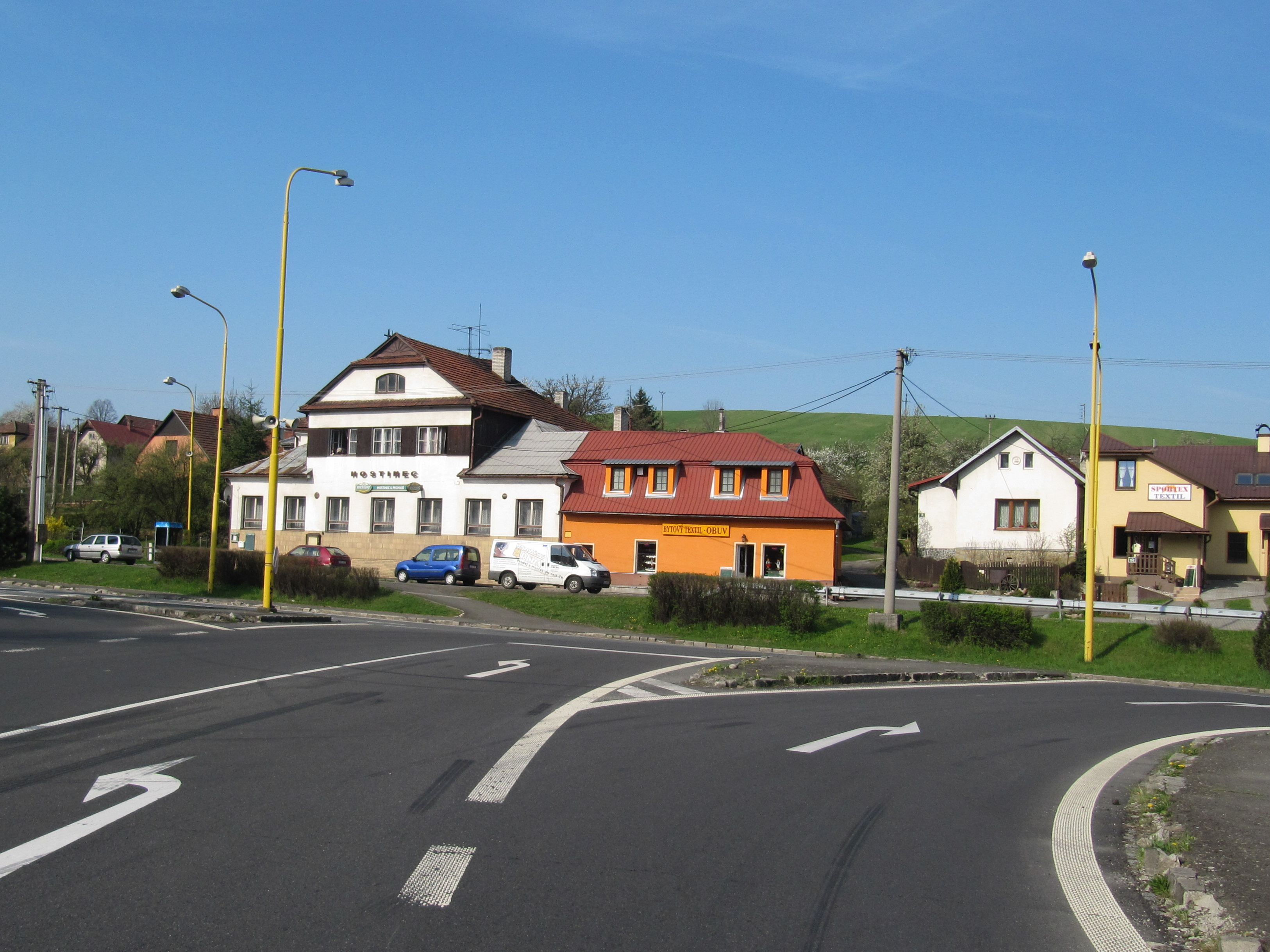
Křižovatka
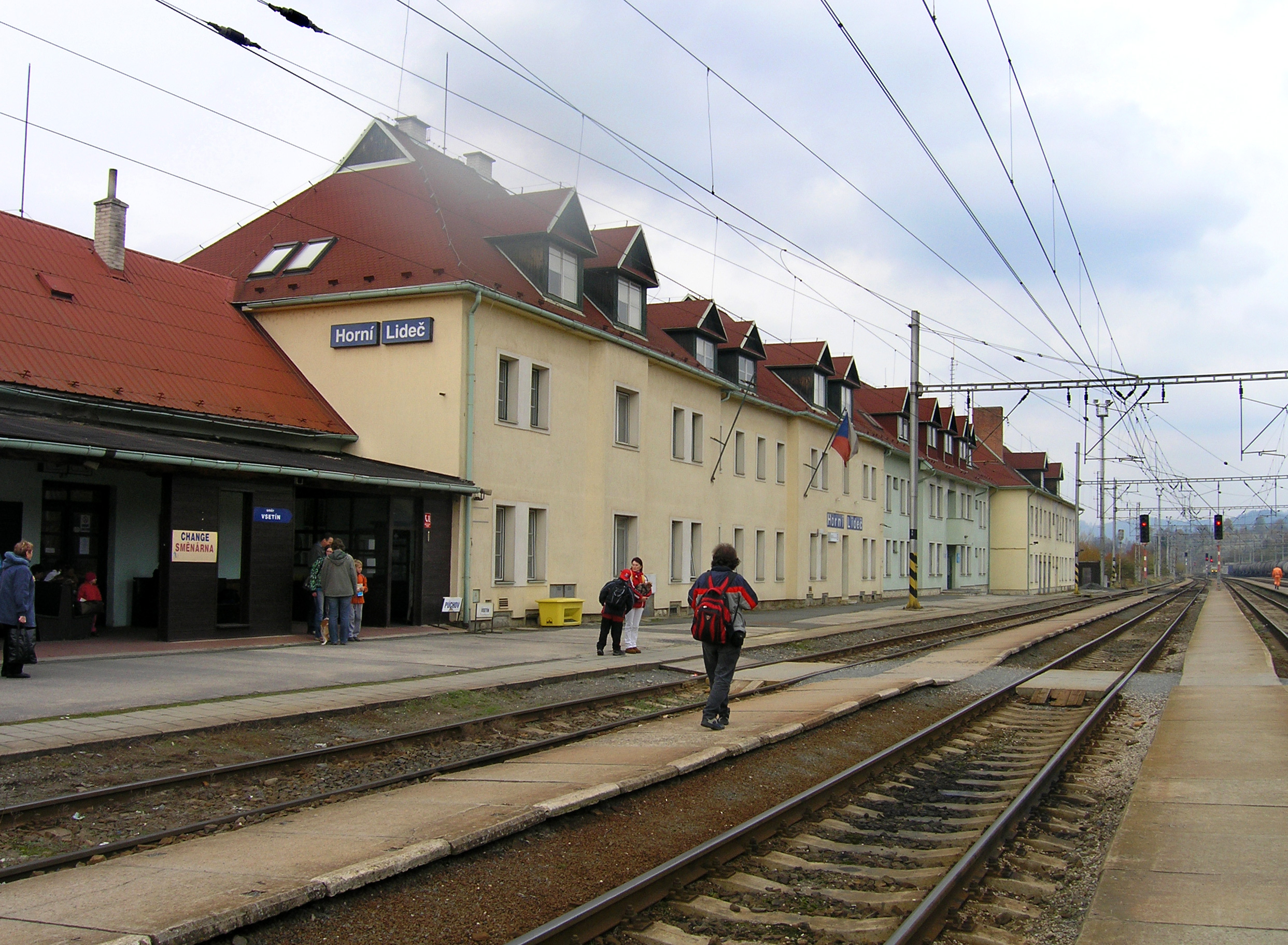
Nádraží
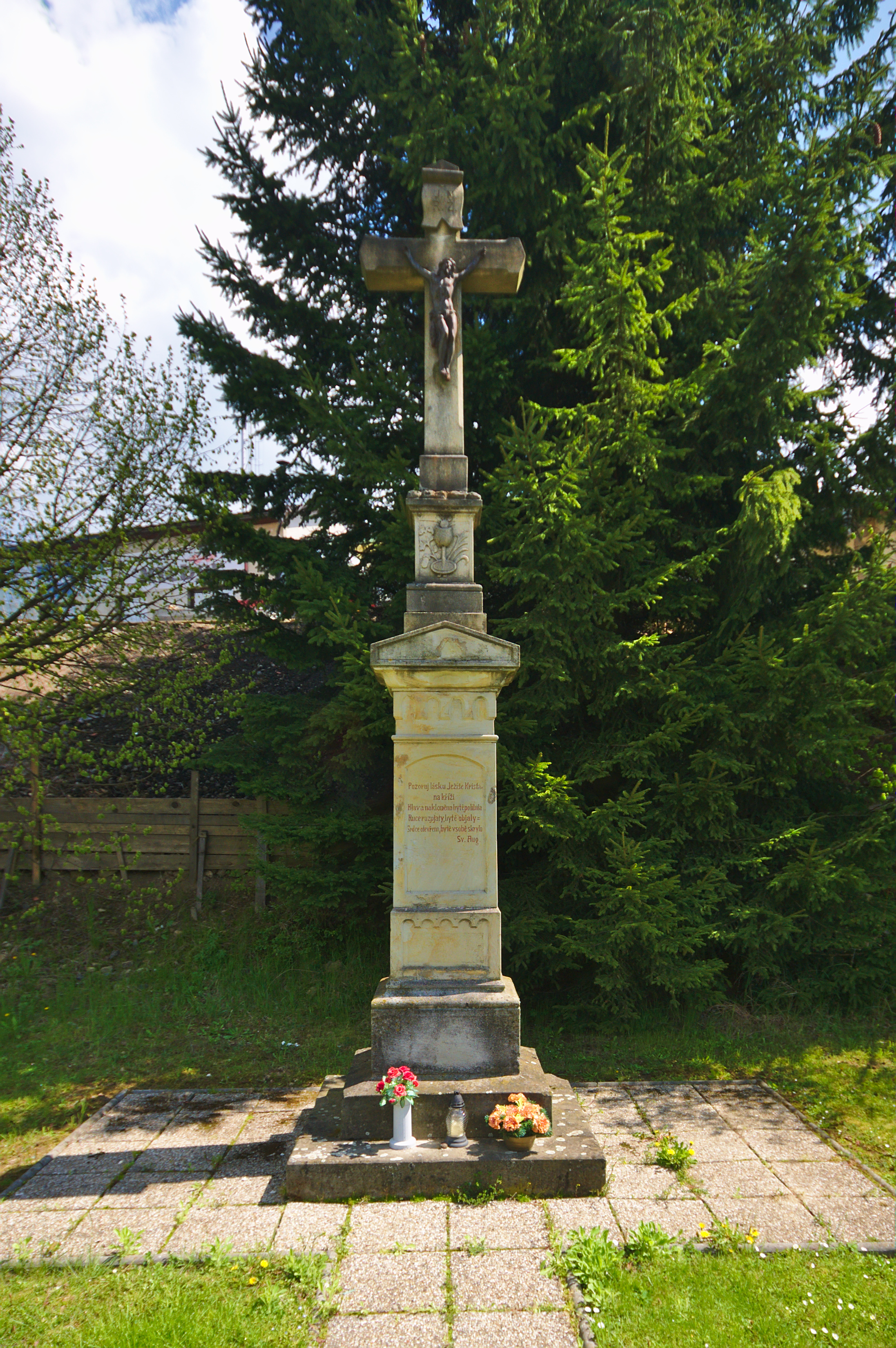
Kříž jižně od nádraží
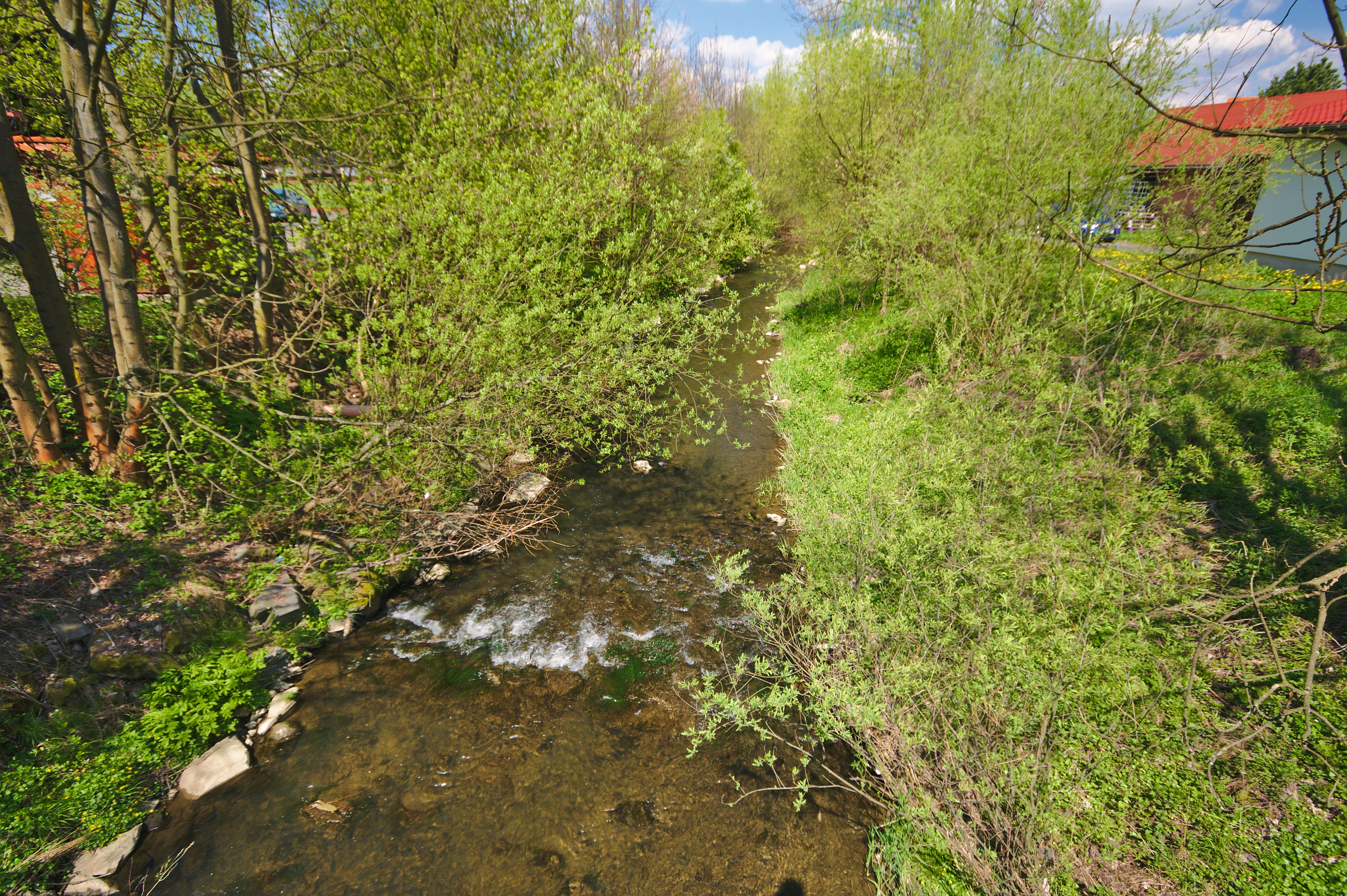
Říčka Senice v obci
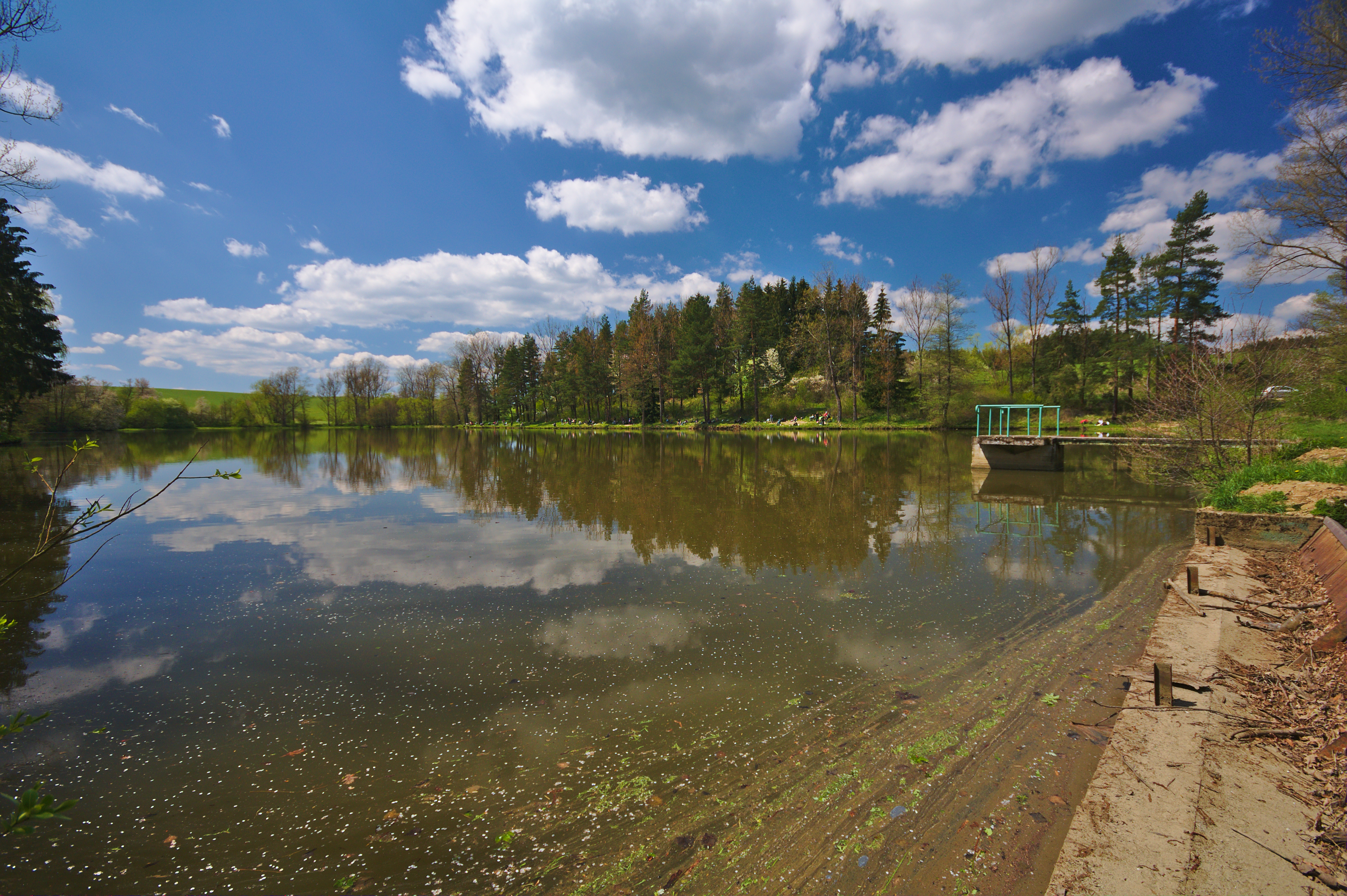
Dolní lačnovský rybník